# Piotr Orszt
Piotr Orszt (ur. 16 października 1950) – polski bokser, mistrz Polski.
Był mistrzem  Polski w wadze papierowej (do 48 kg) w 1971. W finale pokonał Romana Rożka.
Walczył w klubie Zawisza Bydgoszcz.